# Чедомир Н. Раденовић
Чедомир Н. Раденовић (Магаш, 27. април 1935) српски је научник и професор Универзитета у Београду и Нишу (предмети: Биофизика, Биофизичка хемија и Физичка хемија живих система). У Институту за кукуруз „Земун Поље“ обављао је дужности директора за науку (1981-1986) и заменика генералног директора (1989-1995). Дао је врхунски допринос науци, настави, организовању научног рада и агрономији.

## Извод из биографије
Чедомир Н. Раденовић рођен је 27. априла 1935. године у Магашу, општина Бојник, Србија. Српске је националности. Основну четворогодишњу школу завршио је у родном селу Магашy 1948, осмогодишњу гимназију са великом матуром у Лесковцу 1956. године. Природно-математички факултет – смер Физичке хемије завршио је 1961. године. На истом факултету одбранио је магистарску тезу 1966. и докторску дисертацију 1971. године. Наслов докторске дисертације је: „Улога појединих ћелијских фаза у формирању биоелектричних потенцијала при различитом јонском саставу спољашње и унутрашње средине у ћелијама Nitella“. Научно усавршавање остварио је на неколико факултета Универзитета у Београду, на Московском државном Универзитету „М. В. Ломоносов“ у Москви као и уз стални научни рад и међународну сарадњу.
Научни интерес претежно је испољио за биофизику, биофизичку хемију, физичку хемију живих система, биохемију и физиологију биљака, а посебно за:
- електричне појаве у биолошким системима (мембрана, ћелија и ткиво);
- транспортне процесе кроз мембрану;
- јонселективне електроде (теорија, технологија и примена);
- закаснелу флуоресценцију хлорофила и повезаност са фотосинтезом;
- ултраслабо светљење ткива и зависност од метаболизма;
- раманску и инфрацрвену спектроскопију биолошких система;
- осцилаторне процесе у биолошким системима;
- основе отпорности, адаптације и стреса код биљака;
- међузависност процеса и механизама закаснеле флуоресценције хлорофила, фотосинтезе и оплемењивања кукуруза;
- примену биофизичких и биофизичко хемијских метода у идентификацији структурних и функционалних карактеристика инбред линија кукуруза са ефикаснијом фотосинтезом;
- селекционарско-биофизичке процесе у стварању нових инбред линија и роднијих хибрида кукуруза;
- семенарско-биофизичке активности у савременој производњи квалитетног семена хибридног кукуруза.

Др Чедомир Н. Раденовић стекао је сва научна звања (научни сарадник, виши научни сарадник и научни саветник) и сва универзитетска звања (доцент, ванредни професор и редовни професор). Цео радни век, 1962-2002, је провео у Институту за кукуруз „Земун Поље“, односно у  Биофизичкој лабораторији института, коју је основао после постдипломских студија (аспирантура) из биофизике на Московском државном универзитету „М. В. Ломоносов“ 1964-1967. Остваривао је значајан научни допринос и на више од десет научно-наставних установа (факултети и научни институти) Србије.

## Укратко о активностима
Проф. др Чедомир Н. Раденовић се систематски бавио истраживањима у биофизици, биофизичкој хемији, физичкој хемији живих система, биохемији и физиологији биљака углавном ради темељног изучавања природе, структуре и функције биолошких система и разјашњењима сложених транспортних, фотосинтетичких и генетичких процеса у теорији и експериментима на линијама и хибридима кукуруза са циљем њихове ефикасне примене у исхрани, биопродукцији, селекцији и семенарству. Успео је да створи нове методолошке поступке у целокупним истраживањима који су постали опште прихваћени. Била су то пионирска истраживања у нашој земљи, која су често цитирна у свету, посебно пошто су објављивана на више језика. Био је креатор и носилац у реализацији више научно-истраживачких пројеката опште југословенског значаја за средњерочна планска раздобља (1971- 2002). Такође је осмислио и водио два привредно-научна пројекта о унапређењу пољопривреде, посебно програма на кукурузу југа Србије. Поред тога, био је креатор и вођа одговарајућих програма и пројеката са ЗП хибридима кукуруза у бившем СССР-у, нарочито у Руској Федерацији, Украјини и Казакстану. Значајно је допринео раду домаћих научних друштава за биофизику, физичку хемију, хемију, биљну физиологију, селекцију и семенарство. Уједно, био је и активан члан поменутих друштава и суоснивач Друштава за биофизику Југославије и Србије. Објавио је 453 библиотечких јединица, међу којима се посебно истичу: седам научних монографија, преко тридесет прегледних научних радова и више од 180 оргиналних научних прилога, који су  према непотпуним налазима библиотека Србије и мреже ResearchGate,  цитирани више од 4500 пута. Радио је у редакцијама три инострана и три домаћа научна часописа.

## Активности у привреди
Др Чедомир Н. Раденовић је у својству научног радника, председника и члана пословодно-самоуправних органа и вишедеценијског руководиоца Института за кукуруз „Земун Поље“ остварио значајне резултате у привредној активности. Неке од њих су : 
- формирање нових научних лабораторија за решавање мултидисциплинарних проблема од значаја за убрзани развој селекционих процеса;
- изградња савременог дорадног центра Института за кукуруз „Земун Поље“ за добијање квалитетног семена хибрда кукуруза;
- на његову инцијативу Институт за кукуруз „Земун Поље“ учествовао је у суфинансирању изградње више објаката у Војводини за дораду, сушење и складиштење хибридног семена кукуруза;
- дао је значајан допринос планирању укупних научних капацитета, са мултидисциплинарним садржајем у целокупном научном раду Института за кукуруз „Земун Поље“, што је допринело укупној привредној активности;
- значајно је допринео повезивању научноистраживачких програма Института за кукуруз „Земун Поље“ са програмима установа из Варшавског уговора (СЕВ) у погледу решавања кукуруза као културе комплексног садржаја и шире намене;
- посебно се истиче његов изузетан организациони допринос у ширењу, а тиме и у извозу семена ЗП хибрида кукуруза у већем броју источно европских земаља, а посебно у Русији, Украјини и Казакстану.

У својству професора радио је на више факултета Универзитета у Београду и Нишу захваљујући и својим публикацијама, чланцима и уредничком раду, а затим склоности да јавно говори, био је и активан промотер научних резултата и њихове свестране примене. У склопу овога, потребно је истаћи његов менторско-подстицајни рад великом броју кандидата. Био је често члан комисија за одбрану на десетине дипломских, специјалистичких радова, магистарских теза и докторских дисертација. Иницирао је специјалне курсеве из дисциплина којима се бавио, а одазивао се, као предавач, на многе позиве институција и њених организатора, како из наше земље, тако и из СССР-а и других еврoпских држава.
У међународној сарадњи, у својству руководиоца за научни рад Института за кукуруз „Земун Поље“, настојао је да се млади истраживачи редовно упућују на допунско усавршавање, у трајању од 12 месеци, у водеће научне центре Европе, Америке и Русије. Исто тако, залагао се да обезбеди посету Институту за кукуруз „Земун Поље“ водећих стручњака из развијених земаља који би одржали по неколико предавања са дискусијама по темама које су биле блиске научно-истраживачком програму Института. Овим се значајно доприносило осавремењивању научног рада у Институту. Подржавао је семинарски рад истраживача Института са истакнутим предавачима, како из Југославије, тако и из иностранства.

## Изабране научне монографије и радови
- РАДЕНОВИЋ, Ч. (1974): Биоелектричне појаве биљних система. Издање „Нолит“, стр. 1-161, Београд.
- РАДЕНОВИЋ, Ч. (1998): Савремена биофизика. 5. Транспортни процеси кроз мембрану. Издавач „Веларта“, стр. 1-90., Београд.
- РАДЕНОВИЋ Ч., ФИЛИПОВИЋ М. и БАБИЋ М. (2013): Међузависност закаснеле флуоресценције хлорофила, фотосинтезе и оплемењивања кукуруза. Издање: Матица српска, Нови Сад и Институт за кукуруз „Земун Поље“, Београд-Земун, стр. 1-335.
- РАДЕНОВИЧ, Ч., ЦАРЕВА, Л.А., СИНЮХИН, А.М. (1968): О различной природе ритмических колебаний потенциалов цитоплазмы и оболочки растительных клеток. Биофизика 13, стр. 270-281, Москва.
- RADENOVIĆ, Č. (2001): The mechanism of oscillatory ion transport and biopotential across excited cell membrane. Proceedings for natural sciences, Matica srpska 100, pp. 91–104, Novi Sad.
- RADENOVIĆ,  Č. (1994): Review, a study of delayed fluorescence in plant models: photosynthetic, transportation and membrane processes. J. Serb. Chem. Soc. 59 (9): 595-617, Београд.
- RADENOVIĆ, Č., D. MARKOVIĆ and M. JEREMIĆ (1994): Delayed chlorophyll fluorescence in plant models. Photosynthetica 30 (1): pp. 1–24.

## Награде и признања
За свој научни допринос одликован је Орденом рада са црвеном заставом, којим га је одликовало Председништво Југославије 1986. године. Крајем 2017. године, у издању Друштва физикохемичара Србије, објављена је монографија о проф. др Чедомиру Раденовићу, коју је приредио за штампу др Младен Мирић.